# Domstugegöl
Domstugegöl är en sjö i Västerviks kommun i Småland och ingår i Marströmmens huvudavrinningsområde.